# Warwara Petrowna Kelch

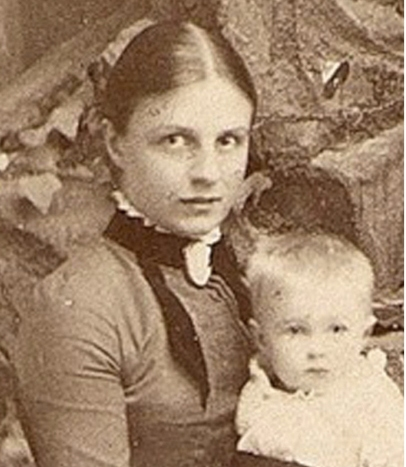
Warwara Petrowna Kelch mit Tochter

Warwara Petrowna Kelch, geboren Warwara Petrowna Basanowa, (russisch Варвара Петровна Кельх, Geburtsname russisch Варвара Петровна Базанова; * 1872 in Irkutsk; † 1959 in Paris) war eine russisch-französische Mäzenin.

## Leben
Warwara Petrowna war die Tochter der Unternehmerin und Mäzenin Julija Iwanowna Basanowa (1852–1924). Nach dem Tod des Großvaters Iwan Iwanowitsch Basanow 1883 erbte sie zusammen mit ihrer Mutter und ihrem Onkel P. A. Siwers das Kapital des Großvaters zu gleichen Teilen. Nach dem Tod des Onkels wurde Warwara Petrowna Erbin des riesigen Basanow-Unternehmens mit Goldfeldern, Brennereien, Salinen und einer Dampfschifffahrtsgesellschaft. Anfang der 1890er Jahre kam Warwara Petrowna mit ihrer Mutter nach Moskau und wohnte in der Moskauer Villa der Basanows an der Mochowaja Uliza, die 1886 von Simon Eibuschitz und Alexander Stepanowitsch Kaminski erbaut und 1892 erworben worden war.
Im April 1892 heiratete Warwara Petrowna Nikolai Ferdinandowitsch (Fjodorowitsch) Kelch aus einer vermögenslosen Adelsfamilie, der Sekretär des Komitees der Gesellschaft für Unterstützung hilfsbedürftiger Studenten der Universität Moskau war und ein Stipendium für notleidende Studenten der Juristischen Fakultät einrichtete. Als Nikolai Kelch bald starb, heiratete sie seinen jüngeren Bruder Alexander Ferdinandowitsch Kelch, der als Absolvent der Universität Moskau und des 4. Moskauer Kadettenkorps Kornett in St. Petersburg war. Alexander Kelch blieb im Staatsdienst und betätigte sich als Verwalter der Geschäfte seiner Frau und Geschäftsführer der sibirischen Bergwerke und Dampfschifffahrtsgesellschaft und der St. Petersburger Immobilien. Von 1898 bis 1904 kaufte er jedes Jahr ein Fabergé-Ei als Ostergeschenk für seine Gattin, das er mit ihrem  Geld bezahlte, so dass hier die zweitgrößte Fabergé-Ei-Sammlung nach der der kaiserlichen Familie entstand.

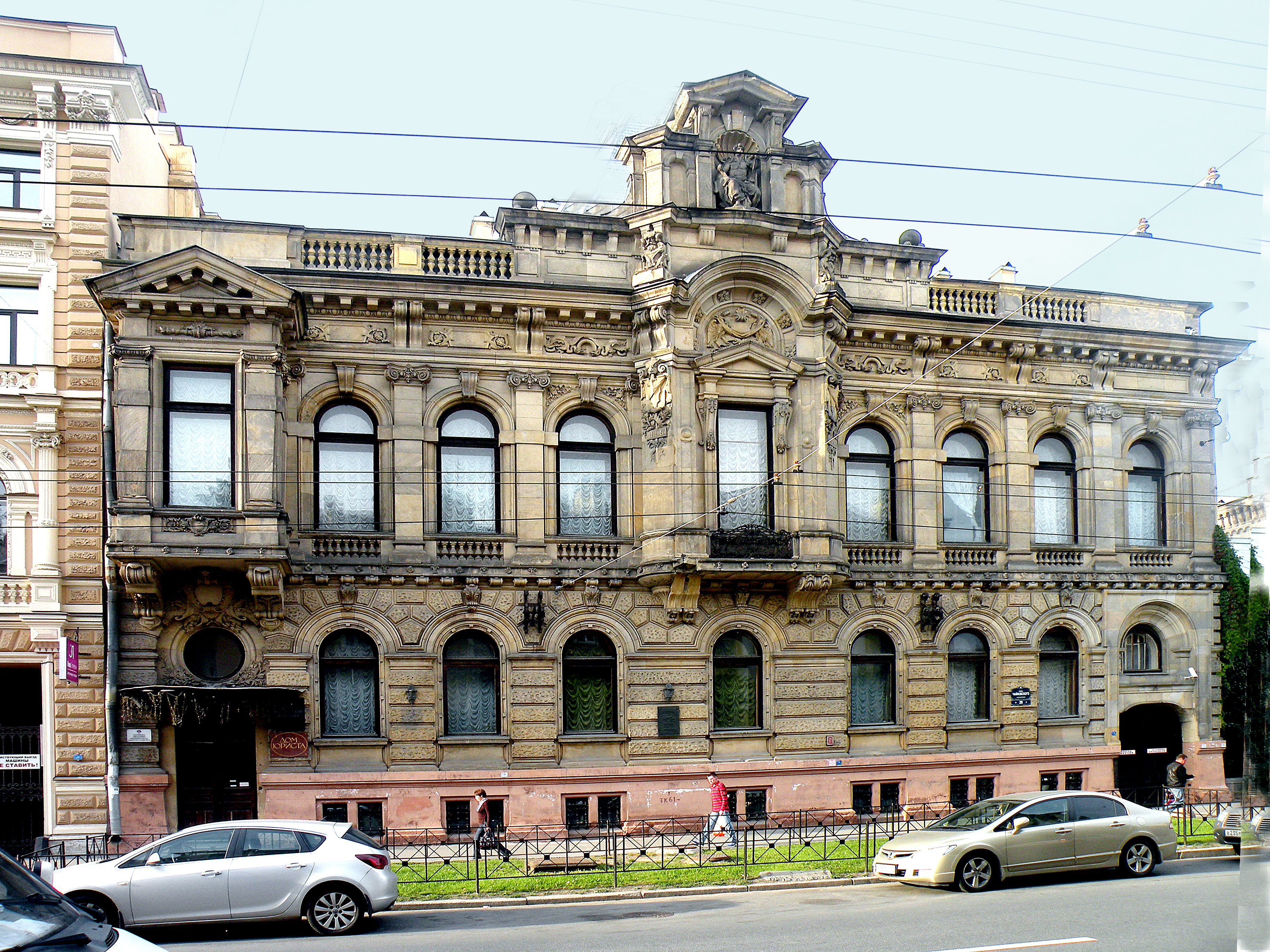
Villa Kelch, St. Petersburg

1896 kauften die Kelchs das Haus Sergijew-Straße/Tschaikowski-Straße 28, das Warwara Kelch von den Architekten Wassili Iwanowitsch Schöne, Wladimir Iwanowitsch Tschagin und Carl Schmidt zur Villa Kelch umbauen ließ. Wegen ihrer Wohltätigkeitsarbeit in Moskau ließ sie sich erst 1898 in St. Petersburg nieder.
Zusammen mit ihrer Mutter war Warwara Kelch in großem Maße karitativ tätig und beteiligte sich an fast allen ihren Spenden. Warwara Kelch war Mitglied vieler Wohltätigkeitsorganisationen in Irkutsk, Moskau und St. Petersburg. Mit ihren Spenden wurden Stipendien vergeben und Heime und Krankenhäuser gebaut. Als Kuratorin des Irkutsker E.-Medwednikowa-Waisenhauses (benannt nach der Mutter des Unternehmers Iwan Logginowitsch Medwednikow Jelisaweta Medwednikowa) erhielt sie die Goldene Verdienstmedaille am Anna-Band. Sie war Ehrenkuratorin des Basanow-Erziehungsheims und des Iwano-Matreninskaja-Kinderkrankenhauses in Irkutsk. 1909 wurde sie Ehrenbürgerin Irkutsks.
1904 trennte sich Warwara Kelch von ihrem Mann und ließ sich in Paris nieder. 1910 erklärten die Eheleute offiziell ihre Scheidung. Die Kinder wurden von der Großmutter Julija Basanowa erzogen. Alexander Kelch kümmerte sich weiter um die karitativen Einrichtungen, deren Kuratorin seine Frau war, und um seine Schwiegermutter bis zu ihrem Tod. Er wurde 1930 verhaftet und starb im Lager.
Warwara Kelch lebte bis zu ihrem Tod in Paris und wurde auf dem Russischen Friedhof von Sainte-Geneviève-des-Bois begraben. Einige ihrer Juwelen und Fabergé-Eier kamen in Privatsammlungen und wurden in verschiedenen Museen der Welt ausgestellt.